# Championnat du monde féminin de handball 2017
Cet article traite du championnat féminin 2017. Pour le championnat masculin, voir Championnat du monde masculin de handball 2017.
Navigation
Danemark 2015 Japon 2019

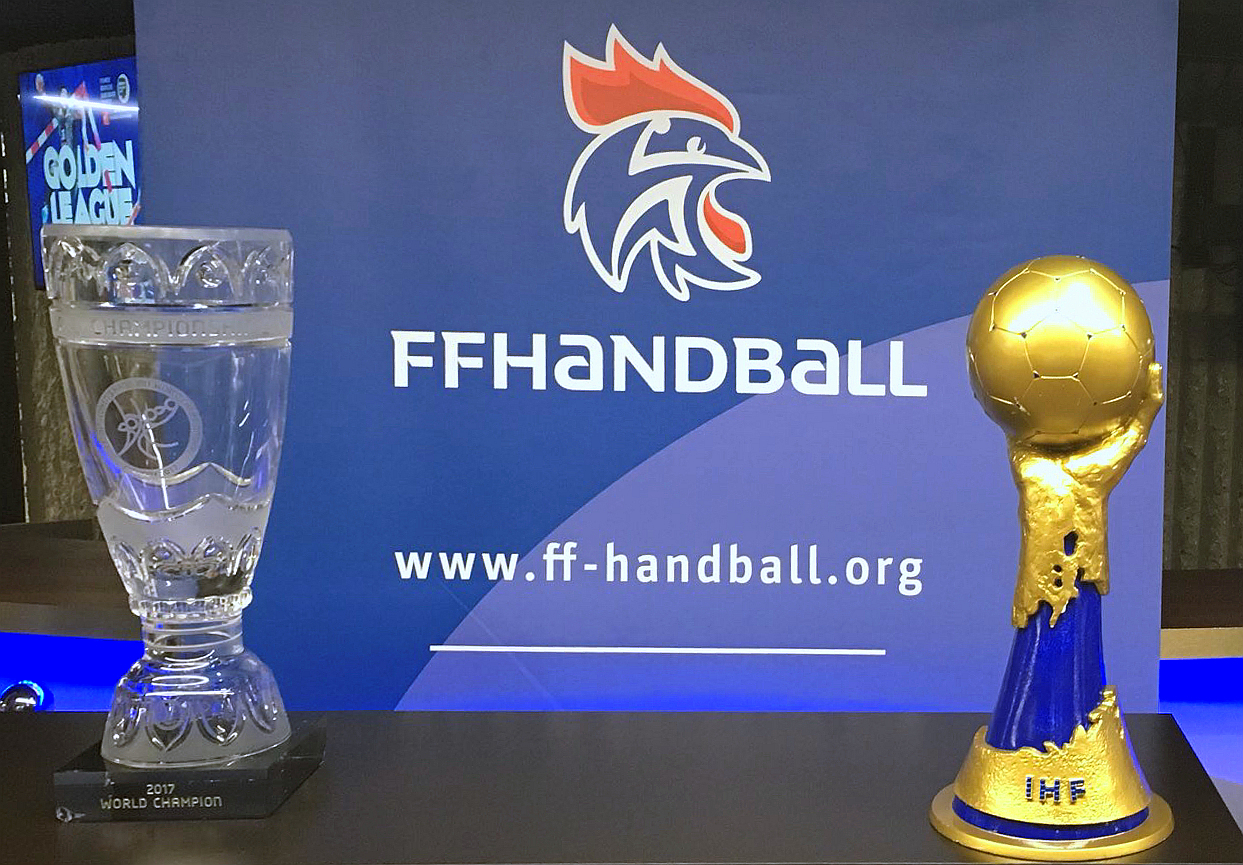
Trophée des championnes du monde (à gauche)

Le championnat du monde féminin de handball 2017 est la 23e édition de la compétition. Organisée par l'Allemagne en collaboration avec la Fédération internationale de handball (IHF) et la Fédération allemande de handball, il a eu lieu du 1er au 17 décembre 2017.
La Norvège, victorieuse de l'édition 2015, remet son titre en jeu mais est battue en finale par la France qui remporte le sacre mondial pour la deuxième fois de son histoire. Les Pays-Bas atteignent le stade des demi-finales pour la quatrième compétition  internationale consécutive et remporte la médaille de bronze aux dépens de la Suède.

## Présentation

### Désignation du pays organisateur
L'Allemagne est désignée en tant que pays hôte le 15 décembre 2011 en même temps que la France pour la compétition masculine. C'est la troisième fois après 1965 et 1997 que la compétition se déroule en Allemagne.

### Lieux de compétition
| Leipzig       | Hambourg          | Magdebourg   | Bietigheim-Bissingen | Oldenbourg     | Trèves       |
| ------------- | ----------------- | ------------ | -------------------- | -------------- | ------------ |
| Arena Leipzig | Barclaycard Arena | GETEC Arena  | EgeTrans Arena (de)  | EWE Arena (de) | Arena Trier  |
| 6 250 places  | 12 500 places     | 6 200 places | 4 500 places         | 5 250 places   | 4 100 places |
|               |                   |              |                      |                |              |

### Qualifications
Les 24 participants sont désignés au moyen des compétitions continentales de l'année 2015 et de tournois de qualification en Europe en 2016. Le pays organisateur, l'Allemagne, ainsi que la tenante du titre, la Norvège, sont qualifiés d'office.
| Continent         | Nombre | Moyen de qualification           | Date             | Qualifié(s)                                                                             |
| ----------------- | ------ | -------------------------------- | ---------------- | --------------------------------------------------------------------------------------- |
| -                 | 1      | Organisateur                     | 15 décembre 2011 | Allemagne                                                                               |
| -                 | 1      | Tenant du titre                  | 20 décembre 2015 | Norvège                                                                                 |
| Afrique (CAHB)    | 3      | Championnat d'Afrique 2016       | 7 décembre 2016  | Angola, Cameroun et Tunisie                                                             |
| Europe (EHF)      | 3      | Championnat d'Europe 2016        | 18 décembre 2016 | Danemark, France et Pays-Bas                                                            |
| Europe (EHF)      | 9      | Tournois qualificatifs européens | 15 juin 2017     | Espagne, Hongrie, Monténégro, Rép. tchèque, Roumanie, Russie, Serbie, Slovénie et Suède |
| Asie (AHF)        | 3      | Championnat d'Asie 2017          | 19 mars 2017     | Chine, Japon et Corée du Sud                                                            |
| Amériques (PATHF) | 3      | Championnat panaméricain 2017    | 25 juillet 2017  | Brésil, Argentine et Paraguay                                                           |

Résultats des Tournois qualificatifs européens (en)
| Nation 1     | Aller   | Total   | Retour  | Nation 2    |
| ------------ | ------- | ------- | ------- | ----------- |
| Monténégro   | 33 – 26 | 56 – 51 | 23 – 25 | Biélorussie |
| Italie       | 23 – 33 | 39 – 67 | 16 – 34 | Serbie      |
| Russie       | 31 – 20 | 63 – 48 | 32 – 28 | Pologne     |
| Hongrie      | 28 – 19 | 52 – 43 | 24 – 24 | Slovaquie   |
| Roumanie     | 34 – 29 | 67 – 53 | 33 – 24 | Autriche    |
| Ukraine      | 24 – 24 | 44 – 46 | 20 – 22 | Espagne     |
| Croatie      | 23 – 28 | 51 – 55 | 28 – 27 | Slovénie    |
| Rép. tchèque | 29 – 25 | 60 – 48 | 31 – 23 | Turquie     |
| Macédoine    | 20 – 31 | 47 – 77 | 27 – 46 | Suède       |

## Phase de groupes

### Modalités
La tirage de la composition des groupes a eu lieu le 30 juin 2017. Les quatre premières équipes de chaque poule se qualifient pour les huitièmes de finale. Les équipes classées à la 5e (respectivement 6e) place sont éliminées et disputent des matchs de classement pour les 17e à 20e place (respectivement 21e à 24e place).

### Critères de départage
En cas d'égalité entre deux équipes ou plus, celles-ci sont départagées selon les critères suivants :
1. Nombre de points obtenus entre les équipes en question,
2. Différence de buts dans les matchs entre les équipes en question,
3. Nombre de buts marqués dans les matchs entre les équipes en question,
4. Différence de buts dans l'ensemble des matchs du groupe.

### Groupe A
Les matchs du Groupe A se déroulent à Trèves :
|   | Équipe   | Pts | J | G | N | P | Bp  | Bc  | Diff | Dép |
| - | -------- | --- | - | - | - | - | --- | --- | ---- | --- |
| 1 | Roumanie | 8   | 5 | 4 | 0 | 1 | 123 | 112 | 11   | -   |
| 2 | France   | 7   | 5 | 3 | 1 | 1 | 135 | 98  | 37   | +37 |
| 3 | Espagne  | 7   | 5 | 3 | 1 | 1 | 135 | 109 | 26   | +26 |
| 4 | Slovénie | 6   | 5 | 3 | 0 | 2 | 138 | 134 | 4    | -   |
| 5 | Angola   | 2   | 5 | 1 | 0 | 4 | 124 | 141 | -17  | -   |
| 6 | Paraguay | 0   | 5 | 0 | 0 | 5 | 95  | 156 | -61  | -   |

- Équipe qualifiée pour les huitièmes de finale
- Équipe éliminée et qui dispute les matchs de classement

| 2 décembre 2017 14h00 | Roumanie            | 29 - 17  | Paraguay        | Trier Arena, Trèves Affluence : 2 369 Arbitrage : Hizaki, Ikebuchi |
| 2 décembre 2017 14h00 | Cristina Florianu 5 | (16 - 7) | Sabrina Fiore 7 | Trier Arena, Trèves Affluence : 2 369 Arbitrage : Hizaki, Ikebuchi |
| 2 décembre 2017 14h00 | ×4 ×3               | Rapport  | ×1              | Trier Arena, Trèves Affluence : 2 369 Arbitrage : Hizaki, Ikebuchi |

| 2 décembre 2017 18h00 | France                              | 23 - 24   | Slovénie   | Trier Arena, Trèves Affluence : 3 317 Arbitrage : Grillo, Lenci |
| 2 décembre 2017 18h00 | Laurisa Landre, Gnonsiane Niombla 4 | (10 - 13) | Ana Gros 9 | Trier Arena, Trèves Affluence : 3 317 Arbitrage : Grillo, Lenci |
| 2 décembre 2017 18h00 | ×2 ×1                               | Rapport   | ×4 ×3      | Trier Arena, Trèves Affluence : 3 317 Arbitrage : Grillo, Lenci |

| 2 décembre 2017 20h30 | Espagne         | 28 - 24   | Angola          | Trier Arena, Trèves Affluence : 3 042 Arbitrage : Pavićević, Ražnatović |
| 2 décembre 2017 20h30 | Carmen Martín 9 | (15 - 13) | Magda Cazanga 7 | Trier Arena, Trèves Affluence : 3 042 Arbitrage : Pavićević, Ražnatović |
| 2 décembre 2017 20h30 | ×3 ×6           | Rapport   | ×2 ×4           | Trier Arena, Trèves Affluence : 3 042 Arbitrage : Pavićević, Ražnatović |

| 3 décembre 2017 14h00 | Slovénie    | 28 - 31   | Roumanie          | Trier Arena, Trèves Affluence : 2 411 Arbitrage : Pavićević, Ražnatović |
| 3 décembre 2017 14h00 | Ana Gros 10 | (14 - 14) | Cristina Neagu 11 | Trier Arena, Trèves Affluence : 2 411 Arbitrage : Pavićević, Ražnatović |
| 3 décembre 2017 14h00 | ×1 ×4       | Rapport   | ×4 ×3             | Trier Arena, Trèves Affluence : 2 411 Arbitrage : Pavićević, Ražnatović |

| 3 décembre 2017 18h00 | Angola          | 19 - 26   | France                | Trier Arena, Trèves Affluence : 2 227 Arbitrage : Krichen, Makhlouf |
| 3 décembre 2017 18h00 | Magda Cazanga 4 | (10 - 11) | Alexandra Lacrabère 7 | Trier Arena, Trèves Affluence : 2 227 Arbitrage : Krichen, Makhlouf |
| 3 décembre 2017 18h00 | ×4 ×2 ×1        | Rapport   | ×2 ×3                 | Trier Arena, Trèves Affluence : 2 227 Arbitrage : Krichen, Makhlouf |

| 3 décembre 2017 20h30 | Paraguay                      | 15 - 32  | Espagne           | Trier Arena, Trèves Affluence : 1 723 Arbitrage : Grillo, Lenci |
| 3 décembre 2017 20h30 | Fatima Acuña, Sabrina Fiore 4 | (6 - 16) | Silvia Arderíus 7 | Trier Arena, Trèves Affluence : 1 723 Arbitrage : Grillo, Lenci |
| 3 décembre 2017 20h30 | ×2 ×7 ×1                      | Rapport  | ×1 ×4             | Trier Arena, Trèves Affluence : 1 723 Arbitrage : Grillo, Lenci |

| 5 décembre 2017 14h00 | Slovénie   | 32 - 25   | Angola          | Trier Arena, Trèves Arbitrage : Pavićević, Ražnatović |
| 5 décembre 2017 14h00 | Ana Gros 7 | (15 - 15) | Magda Cazanga 6 | Trier Arena, Trèves Arbitrage : Pavićević, Ražnatović |
| 5 décembre 2017 14h00 | ×4         | Rapport   | ×3 ×6           | Trier Arena, Trèves Arbitrage : Pavićević, Ražnatović |

| 5 décembre 2017 18h00 | France          | 35 - 13   | Paraguay                      | Trier Arena, Trèves Arbitrage : Hizaki, Ikebuchi |
| 5 décembre 2017 18h00 | Manon Houette 9 | (14 - 10) | Fatima Acuña, Sabrina Fiore 3 | Trier Arena, Trèves Arbitrage : Hizaki, Ikebuchi |
| 5 décembre 2017 18h00 | ×1 ×4           | Rapport   | ×1 ×2                         | Trier Arena, Trèves Arbitrage : Hizaki, Ikebuchi |

| 5 décembre 2017 20h30 | Roumanie         | 19 - 17 | Espagne                       | Trier Arena, Trèves Arbitrage : Grillo, Lenci |
| 5 décembre 2017 20h30 | Cristina Neagu 8 | (9 - 7) | Mireya González, Nerea Pena 4 | Trier Arena, Trèves Arbitrage : Grillo, Lenci |
| 5 décembre 2017 20h30 | ×2 ×3            | Rapport | ×3 ×5                         | Trier Arena, Trèves Arbitrage : Grillo, Lenci |

| 7 décembre 2017 14h00 | Paraguay        | 22 - 28  | Slovénie                 | Trier Arena, Trèves Affluence : 1 590 Arbitrage : Krichen, Makhlouf |
| 7 décembre 2017 14h00 | Sabrina Fiore 8 | (9 - 18) | Ana Gros, Tjaša Stanko 6 | Trier Arena, Trèves Affluence : 1 590 Arbitrage : Krichen, Makhlouf |
| 7 décembre 2017 14h00 | ×2 ×3           | Rapport  | ×2 ×5                    | Trier Arena, Trèves Affluence : 1 590 Arbitrage : Krichen, Makhlouf |

| 7 décembre 2017 18h00 | Roumanie         | 27 - 24   | Angola                         | Trier Arena, Trèves Affluence : 3 123 Arbitrage : Hizaki, Ikebuchi |
| 7 décembre 2017 18h00 | Cristina Neagu 7 | (14 - 14) | Magda Cazanga, Isabel Guialo 7 | Trier Arena, Trèves Affluence : 3 123 Arbitrage : Hizaki, Ikebuchi |
| 7 décembre 2017 18h00 | ×4 ×2            | Rapport   | ×4                             | Trier Arena, Trèves Affluence : 3 123 Arbitrage : Hizaki, Ikebuchi |

| 7 décembre 2017 20h30 | Espagne                              | 25 - 25   | France          | Trier Arena, Trèves Arbitrage : Pavićević, Ražnatović |
| 7 décembre 2017 20h30 | Carmen Martín, Alexandrina Barbosa 6 | (10 - 11) | Manon Houette 5 | Trier Arena, Trèves Arbitrage : Pavićević, Ražnatović |
| 7 décembre 2017 20h30 | ×3                                   | Rapport   | ×1 ×2           | Trier Arena, Trèves Arbitrage : Pavićević, Ražnatović |

| 8 décembre 2017 14h00 | Angola             | 32 - 28   | Paraguay        | Trier Arena, Trèves Affluence : 1 123 Arbitrage : Hizaki, Ikebuchi |
| 8 décembre 2017 14h00 | Azenaide Carlos 10 | (16 - 17) | Sabrina Fiore 8 | Trier Arena, Trèves Affluence : 1 123 Arbitrage : Hizaki, Ikebuchi |
| 8 décembre 2017 14h00 | ×3 ×7              | Rapport   | ×2 ×5 ×1        | Trier Arena, Trèves Affluence : 1 123 Arbitrage : Hizaki, Ikebuchi |

| 8 décembre 2017 18h00 | France          | 26 - 17  | Roumanie            | Trier Arena, Trèves Affluence : 3 824 Arbitrage : Krichen, Makhlouf |
| 8 décembre 2017 18h00 | Manon Houette 7 | (17 - 7) | Cristina Florianu 6 | Trier Arena, Trèves Affluence : 3 824 Arbitrage : Krichen, Makhlouf |
| 8 décembre 2017 18h00 | ×1              | Rapport  | ×2 ×4               | Trier Arena, Trèves Affluence : 3 824 Arbitrage : Krichen, Makhlouf |

| 8 décembre 2017 20h30 | Espagne      | 33 - 26   | Slovénie                 | Trier Arena, Trèves Affluence : 3 422 Arbitrage : Kurtagic, Wetterwik |
| 8 décembre 2017 20h30 | Nerea Pena 9 | (13 - 14) | Ana Gros, Tjaša Stanko 7 | Trier Arena, Trèves Affluence : 3 422 Arbitrage : Kurtagic, Wetterwik |
| 8 décembre 2017 20h30 | ×2 ×4        | Rapport   | ×2                       | Trier Arena, Trèves Affluence : 3 422 Arbitrage : Kurtagic, Wetterwik |

### Groupe B
Les matchs du Groupe B se déroulent à Bietigheim-Bissingen :
|   | Équipe       | Pts | J | G | N | P | Bp  | Bc  | Diff | Dép |
| - | ------------ | --- | - | - | - | - | --- | --- | ---- | --- |
| 1 | Suède        | 8   | 5 | 4 | 0 | 1 | 160 | 139 | 21   | 1G  |
| 2 | Norvège      | 8   | 5 | 4 | 0 | 1 | 163 | 110 | 53   | 1P  |
| 3 | Hongrie      | 6   | 5 | 3 | 0 | 2 | 138 | 127 | 11   | -   |
| 4 | Rép. tchèque | 4   | 5 | 2 | 0 | 3 | 134 | 147 | -13  | 1G  |
| 5 | Pologne      | 4   | 5 | 2 | 0 | 3 | 144 | 145 | -1   | 1P  |
| 6 | Argentine    | 0   | 5 | 0 | 0 | 5 | 102 | 173 | -71  | -   |

- Équipe qualifiée pour les huitièmes de finale
- Équipe éliminée et qui dispute les matchs de classement

| 2 décembre 2017 14h00 | Rép. tchèque       | 28 - 22  | Argentine         | EgeTrans Arena, Bietigheim-Bissingen Affluence : 2 363 Arbitrage : Koo, Lee |
| 2 décembre 2017 14h00 | Helena Ryšánková 7 | (15 - 9) | Luciana Mendoza 4 | EgeTrans Arena, Bietigheim-Bissingen Affluence : 2 363 Arbitrage : Koo, Lee |
| 2 décembre 2017 14h00 | ×2 ×1              | Rapport  | ×3                | EgeTrans Arena, Bietigheim-Bissingen Affluence : 2 363 Arbitrage : Koo, Lee |

| 2 décembre 2017 18h00 | Suède            | 30 - 33   | Pologne        | EgeTrans Arena, Bietigheim-Bissingen Affluence : 3 620 Arbitrage : Schulze, Tönnies |
| 2 décembre 2017 18h00 | Trois joueuses 5 | (15 - 17) | Kinga Achruk 9 | EgeTrans Arena, Bietigheim-Bissingen Affluence : 3 620 Arbitrage : Schulze, Tönnies |
| 2 décembre 2017 18h00 | ×3 ×4            | Rapport   | ×3 ×5          | EgeTrans Arena, Bietigheim-Bissingen Affluence : 3 620 Arbitrage : Schulze, Tönnies |

| 2 décembre 2017 20h30 | Norvège     | 30 - 22   | Hongrie       | EgeTrans Arena, Bietigheim-Bissingen Affluence : 3 620 Arbitrage : Christiansen, Hansen |
| 2 décembre 2017 20h30 | Nora Mørk 7 | (21 - 11) | Noémi Háfra 4 | EgeTrans Arena, Bietigheim-Bissingen Affluence : 3 620 Arbitrage : Christiansen, Hansen |
| 2 décembre 2017 20h30 | ×1 ×3       | Rapport   | ×3            | EgeTrans Arena, Bietigheim-Bissingen Affluence : 3 620 Arbitrage : Christiansen, Hansen |

| 3 décembre 2017 14h00 | Pologne                 | 25 - 29   | Rép. tchèque        | EgeTrans Arena, Bietigheim-Bissingen Affluence : 2 720 Arbitrage : Christiansen, Hansen |
| 3 décembre 2017 14h00 | Karolina Kudłacz-Gloc 6 | (15 - 12) | Markéta Jeřábková 8 | EgeTrans Arena, Bietigheim-Bissingen Affluence : 2 720 Arbitrage : Christiansen, Hansen |
| 3 décembre 2017 14h00 | ×1 ×2                   | Rapport   | ×4 ×5               | EgeTrans Arena, Bietigheim-Bissingen Affluence : 2 720 Arbitrage : Christiansen, Hansen |

| 3 décembre 2017 18h00 | Hongrie                          | 22 - 25   | Suède              | EgeTrans Arena, Bietigheim-Bissingen Affluence : 3 620 Arbitrage : Koo, Lee |
| 3 décembre 2017 18h00 | Kinga Klivinyi, Nadine Schatzl 5 | (11 - 11) | Isabelle Gulldén 7 | EgeTrans Arena, Bietigheim-Bissingen Affluence : 3 620 Arbitrage : Koo, Lee |
| 3 décembre 2017 18h00 | ×2 ×7                            | Rapport   | ×3                 | EgeTrans Arena, Bietigheim-Bissingen Affluence : 3 620 Arbitrage : Koo, Lee |

| 3 décembre 2017 20h30 | Argentine          | 21 - 36   | Norvège      | EgeTrans Arena, Bietigheim-Bissingen Arbitrage : Alpaidze, Berezkina |
| 3 décembre 2017 20h30 | Giuliana Gavilan 4 | (13 - 18) | Heidi Løke 7 | EgeTrans Arena, Bietigheim-Bissingen Arbitrage : Alpaidze, Berezkina |
| 3 décembre 2017 20h30 | ×2 ×3              | Rapport   | ×1 ×6        | EgeTrans Arena, Bietigheim-Bissingen Arbitrage : Alpaidze, Berezkina |

| 5 décembre 2017 14h00 | Hongrie       | 33 - 15  | Argentine                 | EgeTrans Arena, Bietigheim-Bissingen Arbitrage : Schulze, Tönnies |
| 5 décembre 2017 14h00 | Anna Kovács 7 | (18 - 7) | Florencia Ponce de Leon 5 | EgeTrans Arena, Bietigheim-Bissingen Arbitrage : Schulze, Tönnies |
| 5 décembre 2017 14h00 | ×3 ×4         | Rapport  | ×2                        | EgeTrans Arena, Bietigheim-Bissingen Arbitrage : Schulze, Tönnies |

| 5 décembre 2017 18h00 | Suède            | 36 - 32   | Rép. tchèque     | EgeTrans Arena, Bietigheim-Bissingen Affluence : 2 600 Arbitrage : Alpaidze, Berezkina |
| 5 décembre 2017 18h00 | Trois joueuses 6 | (16 - 18) | Iveta Luzumová 9 | EgeTrans Arena, Bietigheim-Bissingen Affluence : 2 600 Arbitrage : Alpaidze, Berezkina |
| 5 décembre 2017 18h00 | ×2               | Rapport   | ×2               | EgeTrans Arena, Bietigheim-Bissingen Affluence : 2 600 Arbitrage : Alpaidze, Berezkina |

| 5 décembre 2017 20h30 | Norvège                | 35 - 20   | Pologne           | EgeTrans Arena, Bietigheim-Bissingen Arbitrage : Koo, Lee |
| 5 décembre 2017 20h30 | Veronica Kristiansen 6 | (18 - 11) | Aleksandra Zych 4 | EgeTrans Arena, Bietigheim-Bissingen Arbitrage : Koo, Lee |
| 5 décembre 2017 20h30 | ×2 ×1                  | Rapport   | ×2                | EgeTrans Arena, Bietigheim-Bissingen Arbitrage : Koo, Lee |

| 7 décembre 2017 14h00 | Pologne                 | 28 - 31   | Hongrie           | EgeTrans Arena, Bietigheim-Bissingen Affluence : 1 570 Arbitrage : Alpaidze, Berezkina |
| 7 décembre 2017 14h00 | Karolina Kudłacz-Gloc 8 | (11 - 13) | Anikó Kovacsics 8 | EgeTrans Arena, Bietigheim-Bissingen Affluence : 1 570 Arbitrage : Alpaidze, Berezkina |
| 7 décembre 2017 14h00 | ×2 ×1                   | Rapport   | ×3 ×4 ×1          | EgeTrans Arena, Bietigheim-Bissingen Affluence : 1 570 Arbitrage : Alpaidze, Berezkina |

| 7 décembre 2017 18h00 | Suède             | 38 - 24   | Argentine       | EgeTrans Arena, Bietigheim-Bissingen Affluence : 2 220 Arbitrage : Christiansen, Hansen |
| 7 décembre 2017 18h00 | Nathalie Hagman 6 | (17 - 13) | Cinq joueuses 3 | EgeTrans Arena, Bietigheim-Bissingen Affluence : 2 220 Arbitrage : Christiansen, Hansen |
| 7 décembre 2017 18h00 | ×1 ×6             | Rapport   | ×1 ×3           | EgeTrans Arena, Bietigheim-Bissingen Affluence : 2 220 Arbitrage : Christiansen, Hansen |

| 7 décembre 2017 20h30 | Rép. tchèque        | 16 - 34  | Norvège     | EgeTrans Arena, Bietigheim-Bissingen Affluence : 2 300 Arbitrage : Schulze, Tönnies |
| 7 décembre 2017 20h30 | Markéta Jeřábková 4 | (7 - 20) | Nora Mørk 7 | EgeTrans Arena, Bietigheim-Bissingen Affluence : 2 300 Arbitrage : Schulze, Tönnies |
| 7 décembre 2017 20h30 | ×2 ×7               | Rapport  | ×2 ×4       | EgeTrans Arena, Bietigheim-Bissingen Affluence : 2 300 Arbitrage : Schulze, Tönnies |

| 8 décembre 2017 14h00 | Argentine         | 20 - 38  | Pologne                 | EgeTrans Arena, Bietigheim-Bissingen Affluence : 1 100 Arbitrage : Schulze, Tönnies |
| 8 décembre 2017 14h00 | Luciana Salvadó 4 | (9 - 19) | Karolina Kudłacz-Gloc 7 | EgeTrans Arena, Bietigheim-Bissingen Affluence : 1 100 Arbitrage : Schulze, Tönnies |
| 8 décembre 2017 14h00 | ×2 ×3             | Rapport  | ×3                      | EgeTrans Arena, Bietigheim-Bissingen Affluence : 1 100 Arbitrage : Schulze, Tönnies |

| 8 décembre 2017 18h00 | Rép. tchèque        | 29 - 30   | Hongrie          | EgeTrans Arena, Bietigheim-Bissingen Affluence : 3 620 Arbitrage : Christiansen, Hansen |
| 8 décembre 2017 18h00 | Markéta Jeřábková 9 | (12 - 14) | Bernadett Bódi 7 | EgeTrans Arena, Bietigheim-Bissingen Affluence : 3 620 Arbitrage : Christiansen, Hansen |
| 8 décembre 2017 18h00 | ×2                  | Rapport   | ×1 ×7            | EgeTrans Arena, Bietigheim-Bissingen Affluence : 3 620 Arbitrage : Christiansen, Hansen |

| 8 décembre 2017 20h30 | Norvège     | 28 - 31   | Suède              | EgeTrans Arena, Bietigheim-Bissingen Affluence : 3 620 Arbitrage : Koo, Lee |
| 8 décembre 2017 20h30 | Nora Mørk 9 | (18 - 16) | Isabelle Gulldén 9 | EgeTrans Arena, Bietigheim-Bissingen Affluence : 3 620 Arbitrage : Koo, Lee |
| 8 décembre 2017 20h30 | ×2          | Rapport   | ×1                 | EgeTrans Arena, Bietigheim-Bissingen Affluence : 3 620 Arbitrage : Koo, Lee |

### Groupe C
Les matchs du Groupe C se déroulent à Oldenbourg :
|   | Équipe     | Pts | J | G | N | P | Bp  | Bc  | Diff | Dép |
| - | ---------- | --- | - | - | - | - | --- | --- | ---- | --- |
| 1 | Russie     | 10  | 5 | 5 | 0 | 0 | 149 | 111 | 38   | -   |
| 2 | Danemark   | 6   | 5 | 3 | 0 | 2 | 142 | 120 | 22   | -   |
| 3 | Japon      | 5   | 5 | 2 | 1 | 2 | 134 | 130 | 4    | 1G  |
| 4 | Monténégro | 5   | 5 | 2 | 1 | 2 | 136 | 128 | 8    | 1P  |
| 5 | Brésil     | 4   | 5 | 1 | 2 | 2 | 111 | 120 | -9   | -   |
| 6 | Tunisie    | 0   | 5 | 0 | 0 | 5 | 93  | 156 | -63  | -   |

- Équipe qualifiée pour les huitièmes de finale
- Équipe éliminée et qui dispute les matchs de classement

| 2 décembre 2017 14h00 | Russie           | 36 - 16  | Tunisie         | Large EWE Arena, Oldenbourg Affluence : 2 293 Arbitrage : Antić, Jakovljević |
| 2 décembre 2017 14h00 | Trois joueuses 5 | (14 - 9) | Mouna Chebbah 6 | Large EWE Arena, Oldenbourg Affluence : 2 293 Arbitrage : Antić, Jakovljević |
| 2 décembre 2017 14h00 | ×3 ×4            | Rapport  | ×3 ×2           | Large EWE Arena, Oldenbourg Affluence : 2 293 Arbitrage : Antić, Jakovljević |

| 2 décembre 2017 17h45 | Brésil                 | 28 - 28   | Japon         | Large EWE Arena, Oldenbourg Affluence : 2 973 Arbitrage : Bonaventura, Bonaventura |
| 2 décembre 2017 17h45 | Ana Paula Rodrigues 11 | (12 - 15) | Nozomi Hara 7 | Large EWE Arena, Oldenbourg Affluence : 2 973 Arbitrage : Bonaventura, Bonaventura |
| 2 décembre 2017 17h45 | ×4 ×6 ×1               | Rapport   | ×2 ×3         | Large EWE Arena, Oldenbourg Affluence : 2 973 Arbitrage : Bonaventura, Bonaventura |

| 2 décembre 2017 20h15 | Danemark                       | 24 - 31   | Monténégro           | Large EWE Arena, Oldenbourg Affluence : 3 079 Arbitrage : Horváth, Márton |
| 2 décembre 2017 20h15 | Lotte Grigel, Mette Tranborg 5 | (12 - 17) | Jovanka Radičević 12 | Large EWE Arena, Oldenbourg Affluence : 3 079 Arbitrage : Horváth, Márton |
| 2 décembre 2017 20h15 | ×3 ×5                          | Rapport   | ×4 ×5                | Large EWE Arena, Oldenbourg Affluence : 3 079 Arbitrage : Horváth, Márton |

| 3 décembre 2017 14h00 | Tunisie         | 22 - 23   | Brésil                | Large EWE Arena, Oldenbourg Affluence : 2 351 Arbitrage : Lah, Sok |
| 3 décembre 2017 14h00 | Mouna Chebbah 7 | (13 - 10) | Ana Paula Rodrigues 7 | Large EWE Arena, Oldenbourg Affluence : 2 351 Arbitrage : Lah, Sok |
| 3 décembre 2017 14h00 | ×3 ×4           | Rapport   | ×2 ×5                 | Large EWE Arena, Oldenbourg Affluence : 2 351 Arbitrage : Lah, Sok |

| 3 décembre 2017 17h45 | Monténégro           | 24 - 28   | Russie            | Large EWE Arena, Oldenbourg Affluence : 2 269 Arbitrage : Bonaventura, Bonaventura |
| 3 décembre 2017 17h45 | Katarina Bulatović 7 | (12 - 15) | Daria Dmitrieva 5 | Large EWE Arena, Oldenbourg Affluence : 2 269 Arbitrage : Bonaventura, Bonaventura |
| 3 décembre 2017 17h45 | ×3 ×4                | Rapport   | ×3 ×4             | Large EWE Arena, Oldenbourg Affluence : 2 269 Arbitrage : Bonaventura, Bonaventura |

| 3 décembre 2017 20h15 | Japon             | 18 - 32  | Danemark         | Large EWE Arena, Oldenbourg Affluence : 2 389 Arbitrage : Antić, Jakovljević |
| 3 décembre 2017 20h15 | Quatre joueuses 3 | (5 - 16) | Trois joueuses 5 | Large EWE Arena, Oldenbourg Affluence : 2 389 Arbitrage : Antić, Jakovljević |
| 3 décembre 2017 20h15 | ×2                | Rapport  | ×1 ×4            | Large EWE Arena, Oldenbourg Affluence : 2 389 Arbitrage : Antić, Jakovljević |

| 5 décembre 2017 14h00 | Monténégro          | 28 - 29   | Japon           | Large EWE Arena, Oldenbourg Affluence : 1 103 Arbitrage : Lah, Sok |
| 5 décembre 2017 14h00 | Jovanka Radičević 7 | (15 - 12) | Ayaka Ikehara 9 | Large EWE Arena, Oldenbourg Affluence : 1 103 Arbitrage : Lah, Sok |
| 5 décembre 2017 14h00 | ×3                  | Rapport   | ×3 ×1           | Large EWE Arena, Oldenbourg Affluence : 1 103 Arbitrage : Lah, Sok |

| 5 décembre 2017 17h45 | Russie            | 24 - 16  | Brésil           | Large EWE Arena, Oldenbourg Arbitrage : Horváth, Márton |
| 5 décembre 2017 17h45 | Daria Samokhina 6 | (14 - 7) | Eduarda Amorim 5 | Large EWE Arena, Oldenbourg Arbitrage : Horváth, Márton |
| 5 décembre 2017 17h45 | ×2 ×5             | Rapport  | ×4 ×3            | Large EWE Arena, Oldenbourg Arbitrage : Horváth, Márton |

| 5 décembre 2017 20h15 | Danemark         | 37 - 19  | Tunisie         | Large EWE Arena, Oldenbourg Affluence : 1 812 Arbitrage : Bonaventura, Bonaventura |
| 5 décembre 2017 20h15 | Line Jørgensen 6 | (15 - 6) | Mouna Chebbah 7 | Large EWE Arena, Oldenbourg Affluence : 1 812 Arbitrage : Bonaventura, Bonaventura |
| 5 décembre 2017 20h15 | ×3 ×4            | Rapport  | ×2              | Large EWE Arena, Oldenbourg Affluence : 1 812 Arbitrage : Bonaventura, Bonaventura |

| 6 décembre 2017 14h00 | Russie           | 29 - 28   | Japon                       | Large EWE Arena, Oldenbourg Affluence : 1 187 Arbitrage : Bonaventura, Bonaventura |
| 6 décembre 2017 14h00 | Trois joueuses 5 | (13 - 11) | Ayaka Ikehara, Yui Sunami 6 | Large EWE Arena, Oldenbourg Affluence : 1 187 Arbitrage : Bonaventura, Bonaventura |
| 6 décembre 2017 14h00 | ×2 ×8            | Rapport   | ×2 ×7 ×1                    | Large EWE Arena, Oldenbourg Affluence : 1 187 Arbitrage : Bonaventura, Bonaventura |

| 6 décembre 2017 17h45 | Tunisie                      | 23 - 29   | Monténégro        | Large EWE Arena, Oldenbourg Affluence : 1 989 Arbitrage : Antić, Jakovljević |
| 6 décembre 2017 17h45 | Mouna Chebbah, Manel Kouki 5 | (13 - 15) | Milena Raičević 9 | Large EWE Arena, Oldenbourg Affluence : 1 989 Arbitrage : Antić, Jakovljević |
| 6 décembre 2017 17h45 | ×1 ×4                        | Rapport   | ×3 ×5 ×1          | Large EWE Arena, Oldenbourg Affluence : 1 989 Arbitrage : Antić, Jakovljević |

| 6 décembre 2017 20h15 | Brésil                | 20 - 22   | Danemark          | Large EWE Arena, Oldenbourg Affluence : 2 105 Arbitrage : Horváth, Márton |
| 6 décembre 2017 20h15 | Ana Paula Rodrigues 6 | (13 - 13) | Stine Jørgensen 9 | Large EWE Arena, Oldenbourg Affluence : 2 105 Arbitrage : Horváth, Márton |
| 6 décembre 2017 20h15 | ×4 ×2                 | Rapport   | ×4                | Large EWE Arena, Oldenbourg Affluence : 2 105 Arbitrage : Horváth, Márton |

| 8 décembre 2017 14h00 | Japon           | 31 - 13  | Tunisie         | Large EWE Arena, Oldenbourg Affluence : 809 Arbitrage : Horváth, Márton |
| 8 décembre 2017 14h00 | Aya Yokoshima 8 | (15 - 6) | Mouna Chebbah 5 | Large EWE Arena, Oldenbourg Affluence : 809 Arbitrage : Horváth, Márton |
| 8 décembre 2017 14h00 | ×2 ×5           | Rapport  | ×2 ×4 ×1        | Large EWE Arena, Oldenbourg Affluence : 809 Arbitrage : Horváth, Márton |

| 8 décembre 2017 17h45 | Brésil                                | 24 - 24   | Monténégro           | Large EWE Arena, Oldenbourg Affluence : 3 607 Arbitrage : Arntsen, Røen |
| 8 décembre 2017 17h45 | Ana Paula Rodrigues, Eduarda Amorim 6 | (13 - 12) | Katarina Bulatović 6 | Large EWE Arena, Oldenbourg Affluence : 3 607 Arbitrage : Arntsen, Røen |
| 8 décembre 2017 17h45 | ×2 ×3                                 | Rapport   | ×2 ×5                | Large EWE Arena, Oldenbourg Affluence : 3 607 Arbitrage : Arntsen, Røen |

| 8 décembre 2017 20h15 | Danemark                   | 27 - 32   | Russie            | Large EWE Arena, Oldenbourg Affluence : 4 021 Arbitrage : Lah, Sok |
| 8 décembre 2017 20h15 | Maria Fisker, Fie Woller 5 | (11 - 12) | Daria Samokhina 7 | Large EWE Arena, Oldenbourg Affluence : 4 021 Arbitrage : Lah, Sok |
| 8 décembre 2017 20h15 | ×2 ×4                      | Rapport   | ×2                | Large EWE Arena, Oldenbourg Affluence : 4 021 Arbitrage : Lah, Sok |

### Groupe D
Les matchs du Groupe D se déroulent à Leipzig :
|   | Équipe       | Pts | J | G | N | P | Bp  | Bc  | Diff | Dép |
| - | ------------ | --- | - | - | - | - | --- | --- | ---- | --- |
| 1 | Serbie       | 8   | 5 | 3 | 2 | 0 | 159 | 121 | 38   | -   |
| 2 | Pays-Bas     | 7   | 5 | 3 | 1 | 1 | 149 | 111 | 38   | 1G  |
| 3 | Allemagne    | 7   | 5 | 3 | 1 | 1 | 120 | 95  | 25   | 1P  |
| 4 | Corée du Sud | 6   | 5 | 3 | 0 | 2 | 134 | 118 | 16   | -   |
| 5 | Cameroun     | 1   | 5 | 0 | 1 | 4 | 105 | 150 | -45  | -45 |
| 6 | Chine        | 1   | 5 | 0 | 1 | 4 | 92  | 164 | -72  | -72 |

- Équipe qualifiée pour les huitièmes de finale
- Équipe éliminée et qui dispute les matchs de classement

| 1 décembre 2017 19h00 | Allemagne      | 28 - 15  | Cameroun           | Arena Leipzig, Leipzig Affluence : 6 000 Arbitrage : Arntsen, Røen |
| 1 décembre 2017 19h00 | Anna Loerper 5 | (12 - 7) | Vanessa Djiepmou 3 | Arena Leipzig, Leipzig Affluence : 6 000 Arbitrage : Arntsen, Røen |
| 1 décembre 2017 19h00 | ×3 ×1          | Rapport  | ×2 ×8 ×1           | Arena Leipzig, Leipzig Affluence : 6 000 Arbitrage : Arntsen, Røen |

| 2 décembre 2017 15h30 | Serbie                              | 43 - 23   | Chine         | Arena Leipzig, Leipzig Arbitrage : Erdoğan, Özdeniz |
| 2 décembre 2017 15h30 | Sanja Damnjanović, Katarina Krpež 8 | (21 - 11) | Liu Xiaomei 9 | Arena Leipzig, Leipzig Arbitrage : Erdoğan, Özdeniz |
| 2 décembre 2017 15h30 | ×3 ×4                               | Rapport   | ×3 ×4 ×1      | Arena Leipzig, Leipzig Arbitrage : Erdoğan, Özdeniz |

| 2 décembre 2017 18h00 | Pays-Bas        | 22 - 24   | Corée du Sud   | Arena Leipzig, Leipzig Affluence : 2 066 Arbitrage : García, Marín |
| 2 décembre 2017 18h00 | Lois Abbingh 11 | (11 - 14) | Kang Eun-hye 6 | Arena Leipzig, Leipzig Affluence : 2 066 Arbitrage : García, Marín |
| 2 décembre 2017 18h00 | ×2 ×3           | Rapport   | ×1             | Arena Leipzig, Leipzig Affluence : 2 066 Arbitrage : García, Marín |

| 3 décembre 2017 14h00 | Cameroun                       | 21 - 34  | Serbie                                | Arena Leipzig, Leipzig Affluence : 2 107 Arbitrage : García, Marín |
| 3 décembre 2017 14h00 | Lisa Atangana, Yolande Touba 5 | (9 - 20) | Katarina Krpež, Sanja Radosavljević 6 | Arena Leipzig, Leipzig Affluence : 2 107 Arbitrage : García, Marín |
| 3 décembre 2017 14h00 | ×1 ×5                          | Rapport  | ×2 ×3                                 | Arena Leipzig, Leipzig Affluence : 2 107 Arbitrage : García, Marín |

| 3 décembre 2017 18h00 | Chine    | 15 - 40 | Pays-Bas | Arena Leipzig, Leipzig Arbitrage : Arntsen, Røen |
| 3 décembre 2017 18h00 | (9 - 20) |         |          | Arena Leipzig, Leipzig Arbitrage : Arntsen, Røen |
| 3 décembre 2017 18h00 | Rapport  |         |          | Arena Leipzig, Leipzig Arbitrage : Arntsen, Røen |

| 3 décembre 2017 20h30 | Corée du Sud                | 18 - 23   | Allemagne               | Arena Leipzig, Leipzig Affluence : 5 794 Arbitrage : Kurtagic, Wetterwik |
| 3 décembre 2017 20h30 | Lee Mig-yeong, Sim Hae-in 5 | (10 - 11) | Friederike Gubernatis 7 | Arena Leipzig, Leipzig Affluence : 5 794 Arbitrage : Kurtagic, Wetterwik |
| 3 décembre 2017 20h30 | ×3                          | Rapport   | ×4 ×5                   | Arena Leipzig, Leipzig Affluence : 5 794 Arbitrage : Kurtagic, Wetterwik |

| 5 décembre 2017 12h00 | Corée du Sud  | 31 - 19   | Chine         | Arena Leipzig, Leipzig Arbitrage : García, Marín |
| 5 décembre 2017 12h00 | Yu So-jeong 8 | (18 - 10) | Liu Xiaomei 8 | Arena Leipzig, Leipzig Arbitrage : García, Marín |
| 5 décembre 2017 12h00 | ×2            | Rapport   | ×2 ×3         | Arena Leipzig, Leipzig Arbitrage : García, Marín |

| 5 décembre 2017 15h30 | Pays-Bas                                 | 29 - 22  | Cameroun                          | Arena Leipzig, Leipzig Affluence : 2 237 Arbitrage : Erdoğan, Özdeniz |
| 5 décembre 2017 15h30 | Laura van der Heijden, Estavana Polman 4 | (14 - 8) | Vanessa Djiepmou, Yolande Touba 4 | Arena Leipzig, Leipzig Affluence : 2 237 Arbitrage : Erdoğan, Özdeniz |
| 5 décembre 2017 15h30 | ×3                                       | Rapport  | ×1 ×5 ×1                          | Arena Leipzig, Leipzig Affluence : 2 237 Arbitrage : Erdoğan, Özdeniz |

| 5 décembre 2017 18h00 | Allemagne      | 22 - 22  | Serbie           | Arena Leipzig, Leipzig Affluence : 3 871 Arbitrage : Arntsen, Røen |
| 5 décembre 2017 18h00 | Svenja Huber 6 | (9 - 11) | Katarina Krpež 7 | Arena Leipzig, Leipzig Affluence : 3 871 Arbitrage : Arntsen, Røen |
| 5 décembre 2017 18h00 | ×6             | Rapport  | ×4               | Arena Leipzig, Leipzig Affluence : 3 871 Arbitrage : Arntsen, Røen |

| 6 décembre 2017 14h00 | Cameroun           | 21 - 33  | Corée du Sud    | Arena Leipzig, Leipzig Affluence : 667 Arbitrage : Arntsen, Røen |
| 6 décembre 2017 14h00 | Vanessa Djiepmou 6 | (6 - 16) | Trois joueurs 5 | Arena Leipzig, Leipzig Affluence : 667 Arbitrage : Arntsen, Røen |
| 6 décembre 2017 14h00 | ×3 ×6 ×1           | Rapport  | ×2              | Arena Leipzig, Leipzig Affluence : 667 Arbitrage : Arntsen, Røen |

| 6 décembre 2017 15h30 | Serbie             | 27 - 27   | Pays-Bas       | Arena Leipzig, Leipzig Affluence : 2 545 Arbitrage : Kurtagic, Wetterwik |
| 6 décembre 2017 15h30 | Marina Dmitrović 9 | (15 - 15) | Lois Abbingh 7 | Arena Leipzig, Leipzig Affluence : 2 545 Arbitrage : Kurtagic, Wetterwik |
| 6 décembre 2017 15h30 | ×2 ×6              | Rapport   | ×3             | Arena Leipzig, Leipzig Affluence : 2 545 Arbitrage : Kurtagic, Wetterwik |

| 6 décembre 2017 18h00 | Allemagne    | 24 - 9   | Chine            | Arena Leipzig, Leipzig Affluence : 3 165 Arbitrage : Erdoğan, Özdeniz |
| 6 décembre 2017 18h00 | Emily Bölk 4 | (10 - 3) | Trois joueuses 2 | Arena Leipzig, Leipzig Affluence : 3 165 Arbitrage : Erdoğan, Özdeniz |
| 6 décembre 2017 18h00 | ×3 ×1        | Rapport  | ×2 ×4            | Arena Leipzig, Leipzig Affluence : 3 165 Arbitrage : Erdoğan, Özdeniz |

| 8 décembre 2017 14h00 | Chine     | 26 - 26   | Cameroun                                | Arena Leipzig, Leipzig Affluence : 1 825 Arbitrage : Antić, Jakovljević |
| 8 décembre 2017 14h00 | Qiao Ru 5 | (13 - 13) | Jacky Baniomo, Pasma Nchouapouognigni 5 | Arena Leipzig, Leipzig Affluence : 1 825 Arbitrage : Antić, Jakovljević |
| 8 décembre 2017 14h00 | ×3        | Rapport   | ×2 ×5                                   | Arena Leipzig, Leipzig Affluence : 1 825 Arbitrage : Antić, Jakovljević |

| 8 décembre 2017 18h00 | Pays-Bas       | 31 - 23   | Allemagne       | Arena Leipzig, Leipzig Affluence : 6 000 Arbitrage : García, Marín |
| 8 décembre 2017 18h00 | Lois Abbingh 9 | (18 - 10) | Alicia Stolle 6 | Arena Leipzig, Leipzig Affluence : 6 000 Arbitrage : García, Marín |
| 8 décembre 2017 18h00 | ×1 ×3          | Rapport   | ×3              | Arena Leipzig, Leipzig Affluence : 6 000 Arbitrage : García, Marín |

| 8 décembre 2017 20h30 | Serbie                                 | 33 - 28   | Corée du Sud  | Arena Leipzig, Leipzig Affluence : 5 432 Arbitrage : Erdoğan, Özdeniz |
| 8 décembre 2017 20h30 | Sanja Damnjanović, Slađana Pop-Lazić 5 | (15 - 14) | Yu So-jeong 8 | Arena Leipzig, Leipzig Affluence : 5 432 Arbitrage : Erdoğan, Özdeniz |
| 8 décembre 2017 20h30 | ×3 ×4                                  | Rapport   | ×2            | Arena Leipzig, Leipzig Affluence : 5 432 Arbitrage : Erdoğan, Özdeniz |

## Phase finale
|  | Huitièmes de finale | Huitièmes de finale |              |                        | Quarts de finale       | Quarts de finale |    |  | Demi-finales | Demi-finales |  |  | Finale      | Finale      |
|  | Huitièmes de finale | Huitièmes de finale |              |                        | Quarts de finale       | Quarts de finale |    |  | Demi-finales | Demi-finales |  |  | Finale      | Finale      |
|  |                     |                     |              |                        |                        |                  |    |  |              |              |  |  |             |             |
|  | 10 décembre         | 10 décembre         |              |                        | 12 décembre            | 12 décembre      |    |  | 15 décembre  | 15 décembre  |  |  | 17 décembre | 17 décembre |
|  | 10 décembre         | 10 décembre         |              |                        | 12 décembre            | 12 décembre      |    |  | 15 décembre  | 15 décembre  |  |  | 17 décembre | 17 décembre |
|  | Suède               | 33                  |              |                        | 12 décembre            | 12 décembre      |    |  | 15 décembre  | 15 décembre  |  |  | 17 décembre | 17 décembre |
|  | Suède               | 33                  |              |                        | 12 décembre            | 12 décembre      |    |  | 15 décembre  | 15 décembre  |  |  | 17 décembre | 17 décembre |
|  | Slovénie            | 21                  |              |                        | 12 décembre            | 12 décembre      |    |  | 15 décembre  | 15 décembre  |  |  | 17 décembre | 17 décembre |
|  | Slovénie            | 21                  | Suède        | 26                     |                        |                  |    |  | 15 décembre  | 15 décembre  |  |  | 17 décembre | 17 décembre |
|  | 10 décembre         |                     | Suède        | 26                     |                        |                  |    |  | 15 décembre  | 15 décembre  |  |  | 17 décembre | 17 décembre |
|  |                     | Danemark            | 23           |                        |                        |                  |    |  | 15 décembre  | 15 décembre  |  |  | 17 décembre | 17 décembre |
|  | Allemagne           | Danemark            | 23           | 17                     |                        |                  |    |  | 15 décembre  | 15 décembre  |  |  | 17 décembre | 17 décembre |
|  | Allemagne           | 12 décembre         |              | 17                     |                        |                  |    |  | 15 décembre  | 15 décembre  |  |  | 17 décembre | 17 décembre |
|  | Danemark            | 21                  |              |                        |                        |                  |    |  | 15 décembre  | 15 décembre  |  |  | 17 décembre | 17 décembre |
|  | Danemark            | 21                  | Suède        | 22                     |                        |                  |    |  |              |              |  |  | 17 décembre | 17 décembre |
|  | 10 décembre         |                     | Suède        | 22                     |                        |                  |    |  |              |              |  |  | 17 décembre | 17 décembre |
|  |                     | France              | 24           |                        |                        |                  |    |  |              |              |  |  | 17 décembre | 17 décembre |
|  | Hongrie             | France              | 24           | 26                     |                        |                  |    |  |              |              |  |  | 17 décembre | 17 décembre |
|  | Hongrie             | 15 décembre         |              | 26                     |                        |                  |    |  |              |              |  |  | 17 décembre | 17 décembre |
|  | France              | 29                  |              |                        |                        |                  |    |  |              |              |  |  | 17 décembre | 17 décembre |
|  | France              | 29                  | France       | 25                     |                        |                  |    |  |              |              |  |  | 17 décembre | 17 décembre |
|  | 10 décembre         |                     | France       | 25                     |                        |                  |    |  |              |              |  |  | 17 décembre | 17 décembre |
|  |                     | Monténégro          | 22           |                        |                        |                  |    |  |              |              |  |  | 17 décembre | 17 décembre |
|  | Serbie              | Monténégro          | 22           | 29                     |                        |                  |    |  |              |              |  |  | 17 décembre | 17 décembre |
|  | Serbie              | 13 décembre         |              | 29                     |                        |                  |    |  |              |              |  |  | 17 décembre | 17 décembre |
|  | Monténégro          | 31                  |              |                        |                        |                  |    |  |              |              |  |  | 17 décembre | 17 décembre |
|  | Monténégro          | 31                  | France       | 23                     |                        |                  |    |  |              |              |  |  |             |             |
|  | 11 décembre         |                     | France       | 23                     |                        |                  |    |  |              |              |  |  |             |             |
|  |                     | Norvège             | 21           |                        |                        |                  |    |  |              |              |  |  |             |             |
|  | Roumanie            | Norvège             | 21           | 27                     |                        |                  |    |  |              |              |  |  |             |             |
|  | Roumanie            |                     |              | 27                     |                        |                  |    |  |              |              |  |  |             |             |
|  | Rép. tchèque        | 28                  |              |                        |                        |                  |    |  |              |              |  |  |             |             |
|  | Rép. tchèque        | 28                  | Rép. tchèque | 26                     |                        |                  |    |  |              |              |  |  |             |             |
|  | 11 décembre         |                     | Rép. tchèque | 26                     |                        |                  |    |  |              |              |  |  |             |             |
|  |                     | Pays-Bas            | 30           |                        |                        |                  |    |  |              |              |  |  |             |             |
|  | Japon               | Pays-Bas            | 30           | 24                     |                        |                  |    |  |              |              |  |  |             |             |
|  | Japon               | 13 décembre         |              | 24                     |                        |                  |    |  |              |              |  |  |             |             |
|  | Pays-Bas            | 26                  |              |                        |                        |                  |    |  |              |              |  |  |             |             |
|  | Pays-Bas            | 26                  | Pays-Bas     | 23                     |                        |                  |    |  |              |              |  |  |             |             |
|  | 11 décembre         |                     | Pays-Bas     | 23                     |                        |                  |    |  |              |              |  |  |             |             |
|  |                     | Norvège             | 32           |                        |                        |                  |    |  |              |              |  |  |             |             |
|  | Espagne             | Norvège             | 32           | 23                     |                        |                  |    |  |              |              |  |  |             |             |
|  | Espagne             |                     |              | 23                     |                        |                  |    |  |              |              |  |  |             |             |
|  | Norvège             | 31                  |              | Match pour la 3e place | Match pour la 3e place |                  |    |  |              |              |  |  |             |             |
|  | Norvège             | 31                  | Norvège      | Match pour la 3e place | Match pour la 3e place | 34               |    |  |              |              |  |  |             |             |
|  | 11 décembre         | 11 décembre         | Norvège      | 17 décembre            | 17 décembre            | 34               |    |  |              |              |  |  |             |             |
|  | 11 décembre         | 11 décembre         |              | 17 décembre            | 17 décembre            | Russie           | 17 |  |              |              |  |  |             |             |
|  | Russie              | 36                  | Suède        | 21                     |                        | Russie           | 17 |  |              |              |  |  |             |             |
|  | Russie              | 36                  | Suède        | 21                     |                        |                  |    |  |              |              |  |  |             |             |
|  | Corée du Sud        | 35                  |              | Pays-Bas               | 24                     |                  |    |  |              |              |  |  |             |             |
|  | Corée du Sud        | 35                  |              | Pays-Bas               | 24                     |                  |    |  |              |              |  |  |             |             |

### Huitièmes de finale
| 10 décembre 2017 17h30 | Serbie           | 29 - 31  | Monténégro          | GETEC Arena, Magdebourg Affluence : 3 011 Arbitrage : García, Marín |
| 10 décembre 2017 17h30 | Dragana Cvijić 7 | (9 - 14) | Jovanka Radičević 9 | GETEC Arena, Magdebourg Affluence : 3 011 Arbitrage : García, Marín |
| 10 décembre 2017 17h30 | ×1 ×5            | Rapport  | ×3 ×6               | GETEC Arena, Magdebourg Affluence : 3 011 Arbitrage : García, Marín |

| 10 décembre 2017 17h30 | Hongrie                            | 26 - 29   | France                | Arena Leipzig, Leipzig Affluence : 1 385 Arbitrage : Pavićević, Ražnatović |
| 10 décembre 2017 17h30 | Anikó Kovacsics, Viktória Lukács 6 | (11 - 14) | Alexandra Lacrabère 5 | Arena Leipzig, Leipzig Affluence : 1 385 Arbitrage : Pavićević, Ražnatović |
| 10 décembre 2017 17h30 | ×3 ×5                              | Rapport   | ×1 ×4                 | Arena Leipzig, Leipzig Affluence : 1 385 Arbitrage : Pavićević, Ražnatović |

| 10 décembre 2017 20h30 | Allemagne     | 17 - 21  | Danemark                          | GETEC Arena, Magdebourg Affluence : 4 133 Arbitrage : Kurtagic, Wetterwik |
| 10 décembre 2017 20h30 | Xenia Smits 6 | (7 - 11) | Mette Tranborg, Stine Jørgensen 5 | GETEC Arena, Magdebourg Affluence : 4 133 Arbitrage : Kurtagic, Wetterwik |
| 10 décembre 2017 20h30 | ×2 ×3         | Rapport  | ×2 ×6 ×1                          | GETEC Arena, Magdebourg Affluence : 4 133 Arbitrage : Kurtagic, Wetterwik |

| 10 décembre 2017 20h30 | Suède              | 33 - 21   | Slovénie     | Arena Leipzig, Leipzig Affluence : 1 190 Arbitrage : Grillo, Lenci |
| 10 décembre 2017 20h30 | Johanna Westberg 8 | (18 - 12) | Alja Koren 8 | Arena Leipzig, Leipzig Affluence : 1 190 Arbitrage : Grillo, Lenci |
| 10 décembre 2017 20h30 | ×3                 | Rapport   | ×2 ×4        | Arena Leipzig, Leipzig Affluence : 1 190 Arbitrage : Grillo, Lenci |

| 11 décembre 2017 17h30 | Russie             | 36 - 35 (ap)       | Corée du Sud     | GETEC Arena, Magdebourg Affluence : 1 132 Arbitrage : Arntsen, Røen |
| 11 décembre 2017 17h30 | Polina Vedekhina 9 | (16 - 13, 30 - 30) | Lee Mi-gyeong 11 | GETEC Arena, Magdebourg Affluence : 1 132 Arbitrage : Arntsen, Røen |
| 11 décembre 2017 17h30 | Prol. : 6 - 5      |                    |                  | GETEC Arena, Magdebourg Affluence : 1 132 Arbitrage : Arntsen, Røen |
| 11 décembre 2017 17h30 | ×2 ×4 ×1           | Rapport            | ×1               | GETEC Arena, Magdebourg Affluence : 1 132 Arbitrage : Arntsen, Røen |

| 11 décembre 2017 17h30 | Roumanie          | 27 - 28   | Rép. tchèque        | Arena Leipzig, Leipzig Affluence : 1 003 Arbitrage : Schulze, Tönnies |
| 11 décembre 2017 17h30 | Cristina Neagu 13 | (17 - 14) | Markéta Jeřábková 7 | Arena Leipzig, Leipzig Affluence : 1 003 Arbitrage : Schulze, Tönnies |
| 11 décembre 2017 17h30 | ×4 ×10            | Rapport   | ×4 ×3               | Arena Leipzig, Leipzig Affluence : 1 003 Arbitrage : Schulze, Tönnies |

| 11 décembre 2017 20h30 | Japon           | 24 - 26 (ap)       | Pays-Bas           | GETEC Arena, Magdebourg Affluence : 1 123 Arbitrage : Krichen, Makhlouf |
| 11 décembre 2017 20h30 | Ayaka Ikehara 5 | (10 - 10, 20 - 20) | Angela Malestein 7 | GETEC Arena, Magdebourg Affluence : 1 123 Arbitrage : Krichen, Makhlouf |
| 11 décembre 2017 20h30 | Prol. : 4 - 6   |                    |                    | GETEC Arena, Magdebourg Affluence : 1 123 Arbitrage : Krichen, Makhlouf |
| 11 décembre 2017 20h30 | ×2 ×4           | Rapport            | ×3                 | GETEC Arena, Magdebourg Affluence : 1 123 Arbitrage : Krichen, Makhlouf |

| 11 décembre 2017 20h30 | Espagne         | 23 - 31   | Norvège      | Arena Leipzig, Leipzig Affluence : 1 263 Arbitrage : Christiansen, Hansen |
| 11 décembre 2017 20h30 | Carmen Martín 5 | (10 - 13) | Nora Mørk 11 | Arena Leipzig, Leipzig Affluence : 1 263 Arbitrage : Christiansen, Hansen |
| 11 décembre 2017 20h30 | ×1 ×4           | Rapport   | ×1 ×5        | Arena Leipzig, Leipzig Affluence : 1 263 Arbitrage : Christiansen, Hansen |

### Quarts de finale
| 12 décembre 2017 17h30 | Suède              | 26 - 23   | Danemark         | Arena Leipzig, Leipzig Affluence : 2 387 Arbitrage : Alpaidze, Berezkina |
| 12 décembre 2017 17h30 | Hanna Blomstrand 7 | (13 - 11) | Mette Tranborg 7 | Arena Leipzig, Leipzig Affluence : 2 387 Arbitrage : Alpaidze, Berezkina |
| 12 décembre 2017 17h30 | ×2                 | Rapport   | ×2 ×4            | Arena Leipzig, Leipzig Affluence : 2 387 Arbitrage : Alpaidze, Berezkina |

| 12 décembre 2017 20h45 | France           | 25 - 22   | Monténégro           | Arena Leipzig, Leipzig Affluence : 2 019 Arbitrage : Koo, Lee |
| 12 décembre 2017 20h45 | Allison Pineau 5 | (12 - 10) | Katarina Bulatović 9 | Arena Leipzig, Leipzig Affluence : 2 019 Arbitrage : Koo, Lee |
| 12 décembre 2017 20h45 | ×4 ×3            | Rapport   | ×3                   | Arena Leipzig, Leipzig Affluence : 2 019 Arbitrage : Koo, Lee |

| 13 décembre 2017 17h30 | Pays-Bas        | 30 - 26   | Rép. tchèque      | GETEC Arena, Magdebourg Affluence : 1 451 Arbitrage : Horváth, Márton |
| 13 décembre 2017 17h30 | Lois Abbingh 14 | (17 - 16) | Iveta Luzumová 11 | GETEC Arena, Magdebourg Affluence : 1 451 Arbitrage : Horváth, Márton |
| 13 décembre 2017 17h30 | ×3 ×4           | Rapport   | ×3 ×5             | GETEC Arena, Magdebourg Affluence : 1 451 Arbitrage : Horváth, Márton |

| 13 décembre 2017 20h30 | Norvège     | 34 - 17  | Russie           | GETEC Arena, Magdebourg Affluence : 1 583 Arbitrage : Charlotte et Julie Bonaventura |
| 13 décembre 2017 20h30 | Nora Mørk 9 | (15 - 8) | Anna Kochetova 5 | GETEC Arena, Magdebourg Affluence : 1 583 Arbitrage : Charlotte et Julie Bonaventura |
| 13 décembre 2017 20h30 | ×2          | Rapport  | ×1 ×4            | GETEC Arena, Magdebourg Affluence : 1 583 Arbitrage : Charlotte et Julie Bonaventura |

### Demi-finales
| 15 décembre 2017 17h30 | Pays-Bas                | 23 - 32   | Norvège     | Barclaycard Arena, Hambourg Affluence : 11 261 Arbitrage : Kurtagic, Wetterwik |
| 15 décembre 2017 17h30 | Laura van der Heijden 5 | (10 - 17) | Nora Mørk 8 | Barclaycard Arena, Hambourg Affluence : 11 261 Arbitrage : Kurtagic, Wetterwik |
| 15 décembre 2017 17h30 | ×1 ×2                   | Rapport   | ×3 ×5       | Barclaycard Arena, Hambourg Affluence : 11 261 Arbitrage : Kurtagic, Wetterwik |

| 15 décembre 2017 20h45 | Suède             | 22 - 24   | France                | Barclaycard Arena, Hambourg Affluence : 11 261 Arbitrage : García, Marín |
| 15 décembre 2017 20h45 | Nathalie Hagman 8 | (12 - 11) | Alexandra Lacrabère 5 | Barclaycard Arena, Hambourg Affluence : 11 261 Arbitrage : García, Marín |
| 15 décembre 2017 20h45 | ×3                | Rapport   | ×2 ×7                 | Barclaycard Arena, Hambourg Affluence : 11 261 Arbitrage : García, Marín |

### Match pour la troisième place
| 17 décembre 2017 14h30 | Suède              | 21 - 24  | Pays-Bas       | Barclaycard Arena, Hambourg Affluence : 11 162 Arbitrage : Alpaidze, Berezkina |
| 17 décembre 2017 14h30 | Isabelle Gulldén 7 | (8 - 14) | Lois Abbingh 8 | Barclaycard Arena, Hambourg Affluence : 11 162 Arbitrage : Alpaidze, Berezkina |
| 17 décembre 2017 14h30 | ×1 ×3              | Rapport  | ×1 ×6 ×1       | Barclaycard Arena, Hambourg Affluence : 11 162 Arbitrage : Alpaidze, Berezkina |

### Finale
| 17 décembre 2017 17 h 30 | France                          | 23 - 21   | Norvège                           | Barclaycard Arena, Hambourg Affluence : 11 261 Arbitrage : Christiansen, Hansen |
| 17 décembre 2017 17 h 30 | Manon Houette, Allison Pineau 4 | (11 - 10) | Veronica Kristiansen, Nora Mørk 7 | Barclaycard Arena, Hambourg Affluence : 11 261 Arbitrage : Christiansen, Hansen |
| 17 décembre 2017 17 h 30 | ×3 ×4                           | Rapport   | ×1                                | Barclaycard Arena, Hambourg Affluence : 11 261 Arbitrage : Christiansen, Hansen |

| France       |    |                     |              |                         |
|              |    | Gardiennes de but : |              |                         |
| G            | 12 | Amandine Leynaud    | 10/28        |                         |
| G            | 16 | Cléopâtre Darleux   | 1/4          |                         |
|              |    | Joueuses de champ : |              |                         |
| ALD          | 3  | Blandine Dancette   | 0/0          |                         |
| ARD          | 5  | Camille Ayglon      | 2/4          | Suspension              |
| DC           | 7  | Allison Pineau      | 4/6          | Carton jaune            |
| P            | 8  | Laurisa Landre      | 3/3          |                         |
| DC           | 10 | Grâce Zaadi         | 0/2          | Carton jaune            |
| ALG          | 13 | Manon Houette       | 4/4          | Suspension              |
| ARG          | 14 | Kalidiatou Niakaté  | 1/1          | Carton jaune            |
| ALG          | 17 | Siraba Dembélé      | 1/2          |                         |
| ALD          | 20 | Laura Flippes       | 1/1          |                         |
| ARG          | 21 | Orlane Kanor        | 2/3          |                         |
| P            | 24 | Béatrice Edwige     | 0/0          | Suspension · Suspension |
| ARG          | 27 | Estelle Nze Minko   | 3/3          |                         |
| ARG          | 29 | Gnonsiane Niombla   | 0/1          |                         |
| ARD          | 64 | Alexandra Lacrabère | 2/5          |                         |
| Entraîneur : |    |                     |              |                         |
|              |    | Olivier Krumbholz   | Carton jaune |                         |

| France  | Statistiques   | Norvège |
| ------- | -------------- | ------- |
| 23 / 35 | Buts marqués   | 21 / 37 |
| 66 %    | % réussite     | 57 %    |
| 1/2     | Jets de 7 m    | 3/7     |
| 8 min   | Suspensions    | 2 min   |
| 4       | Cartons jaunes | 0       |
| 0       | Cartons rouges | 0       |
| 11/32   | Arrêts         | 4/27    |
| 34 %    | % d'arrêts     | 15 %    |

| Norvège      |    |                        |      |            |
|              |    | Gardiennes de but :    |      |            |
| G            | 1  | Kari Aalvik Grimsbø    | 1/8  |            |
| G            | 12 | Silje Solberg          | 0/1  |            |
| G            | 16 | Katrine Lunde          | 3/18 |            |
|              |    | Joueuses de champ :    |      |            |
| DC           | 3  | Emilie Hegh Arntzen    | 0/0  | Suspension |
| ARG          | 4  | Veronica Kristiansen   | 7/11 |            |
| P            | 6  | Heidi Løke             | 3/3  |            |
| ARD          | 7  | Stine Skogrand         | 0/0  |            |
| P            | 8  | Vilde Ingstad          | 0/0  |            |
| ARD          | 9  | Nora Mørk              | 7/12 |            |
| DC           | 10 | Stine Bredal Oftedal   | 1/7  |            |
| P            | 13 | Kari Brattset          | 2/2  |            |
| DC           | 18 | Emilie Christensen     | 0/0  |            |
| ARG          | 22 | Amanda Kurtovic        | 0/1  |            |
| ALG          | 23 | Camilla Herrem         | 0/0  |            |
| ALG          | 24 | Sanna Solberg          | 1/1  |            |
| ALD          | 27 | Marit Røsberg Jacobsen | 0/0  |            |
| Entraîneur : |    |                        |      |            |
|              |    | Þórir Hergeirsson      |      |            |

## Coupe du Président
Cette coupe voit d'une part les cinquièmes des poules s'affronter en demi-finale et finale pour les places de 17 à 20 et, d'autre part, les sixièmes pour les places de 21 à 24.

### Places de17eà20e
|  | Demi-finales de classement | Demi-finales de classement |                         |    | Match pour la 17e place | Match pour la 17e place |
|  | Demi-finales de classement | Demi-finales de classement |                         |    | Match pour la 17e place | Match pour la 17e place |
|  |                            |                            |                         |    |                         |                         |
|  | 10 décembre                | 10 décembre                |                         |    | 11 décembre             | 11 décembre             |
|  | 10 décembre                | 10 décembre                |                         |    | 11 décembre             | 11 décembre             |
|  | Angola                     | 33                         |                         |    | 11 décembre             | 11 décembre             |
|  | Angola                     | 33                         |                         |    | 11 décembre             | 11 décembre             |
|  | Pologne                    | 34                         |                         |    | 11 décembre             | 11 décembre             |
|  | Pologne                    | 34                         | Pologne                 | 29 |                         |                         |
|  | 10 décembre                |                            | Pologne                 | 29 |                         |                         |
|  |                            | Brésil                     | 27                      |    |                         |                         |
|  | Brésil                     | Brésil                     | 27                      | 28 |                         |                         |
|  | Brésil                     |                            |                         | 28 |                         |                         |
|  | Cameroun                   | 26                         |                         |    |                         |                         |
|  | Cameroun                   | 26                         | Match pour la 19e place |    |                         |                         |
|  |                            |                            |                         |    |                         |                         |
|  | 11 décembre                |                            |                         |    |                         |                         |
|  |                            |                            |                         |    |                         |                         |
|  | Angola                     | 33                         |                         |    |                         |                         |
|  | Angola                     | 33                         |                         |    |                         |                         |
|  | Cameroun                   | 23                         |                         |    |                         |                         |
|  | Cameroun                   | 23                         |                         |    |                         |                         |

### Places de21eà24e
|  | Demi-finales de classement | Demi-finales de classement |                         |    | Match pour la 21e place | Match pour la 21e place |
|  | Demi-finales de classement | Demi-finales de classement |                         |    | Match pour la 21e place | Match pour la 21e place |
|  |                            |                            |                         |    |                         |                         |
|  | 10 décembre                | 10 décembre                |                         |    | 11 décembre             | 11 décembre             |
|  | 10 décembre                | 10 décembre                |                         |    | 11 décembre             | 11 décembre             |
|  | Paraguay                   | 28                         |                         |    | 11 décembre             | 11 décembre             |
|  | Paraguay                   | 28                         |                         |    | 11 décembre             | 11 décembre             |
|  | Argentine                  | 25                         |                         |    | 11 décembre             | 11 décembre             |
|  | Argentine                  | 25                         | Paraguay                | 23 |                         |                         |
|  | 10 décembre                |                            | Paraguay                | 23 |                         |                         |
|  |                            | Chine                      | 21                      |    |                         |                         |
|  | Tunisie                    | Chine                      | 21                      | 31 |                         |                         |
|  | Tunisie                    |                            |                         | 31 |                         |                         |
|  | Chine                      | 32                         |                         |    |                         |                         |
|  | Chine                      | 32                         | Match pour la 23e place |    |                         |                         |
|  |                            |                            |                         |    |                         |                         |
|  | 11 décembre                |                            |                         |    |                         |                         |
|  |                            |                            |                         |    |                         |                         |
|  | Argentine                  | 29                         |                         |    |                         |                         |
|  | Argentine                  | 29                         |                         |    |                         |                         |
|  | Tunisie                    | 19                         |                         |    |                         |                         |
|  | Tunisie                    | 19                         |                         |    |                         |                         |

## Classement final
Les équipes de la 1re à la 4e place sont classées suivant leurs résultats lors de la phase finale. Les équipes de la 5e à la 16e place, éliminées en quarts ou huitièmes de finale, sont classées suivant leurs résultats contre les quatre premiers de leur groupe respectif de la phase de groupe. Ainsi, avec le même bilan de une victoire, deux défaites, 83 buts marqués et 81 buts encaissés, le Danemark et le Monténégro sont officiellement tous les deux classés à la 6e place.
Enfin les équipes de la 17e à la 20e place et de la 21e à la 24e place sont classées à l'issue de la Coupe du Président. Le classement final est,
| Rang                      | Équipe       | J | G | N | P | Bp  | Bc  | Diff |
| ------------------------- | ------------ | - | - | - | - | --- | --- | ---- |
| Médaille d'or, monde      | France       | 9 | 7 | 1 | 1 | 236 | 189 | +47  |
| Médaille d'argent, monde  | Norvège      | 9 | 7 | 0 | 2 | 281 | 196 | +85  |
| Médaille de bronze, monde | Pays-Bas     | 9 | 6 | 1 | 2 | 252 | 214 | +38  |
| 4                         | Suède        | 9 | 6 | 0 | 3 | 262 | 231 | +31  |
|                           |              |   |   |   |   |     |     |      |
| 5                         | Russie       | 7 | 6 | 0 | 1 | 202 | 180 | +22  |
| 6                         | Danemark     | 7 | 4 | 0 | 3 | 186 | 163 | +23  |
| 6                         | Monténégro   | 7 | 3 | 1 | 3 | 189 | 182 | +7   |
| 8                         | Rép. tchèque | 7 | 3 | 0 | 4 | 188 | 204 | -16  |
|                           |              |   |   |   |   |     |     |      |
| 9                         | Serbie       | 6 | 3 | 2 | 1 | 188 | 152 | +36  |
| 10                        | Roumanie     | 6 | 4 | 0 | 2 | 150 | 140 | +10  |
| 11                        | Espagne      | 6 | 3 | 1 | 2 | 158 | 140 | +18  |
| 12                        | Allemagne    | 6 | 3 | 1 | 2 | 137 | 116 | +21  |
| 13                        | Corée du Sud | 6 | 3 | 0 | 3 | 169 | 154 | +15  |
| 14                        | Slovénie     | 6 | 3 | 0 | 3 | 159 | 171 | -12  |
| 15                        | Hongrie      | 6 | 3 | 0 | 3 | 164 | 156 | -8   |
| 16                        | Japon        | 6 | 2 | 1 | 3 | 158 | 156 | +2   |
|                           |              |   |   |   |   |     |     |      |
| 17                        | Pologne      | 7 | 4 | 0 | 3 | 207 | 205 | +2   |
| 18                        | Brésil       | 7 | 2 | 2 | 3 | 166 | 173 | -7   |
| 19                        | Angola       | 7 | 2 | 0 | 4 | 190 | 198 | -8   |
| 20                        | Cameroun     | 7 | 0 | 1 | 6 | 154 | 211 | -57  |
|                           |              |   |   |   |   |     |     |      |
| 21                        | Paraguay     | 7 | 2 | 0 | 5 | 146 | 202 | -56  |
| 22                        | Chine        | 7 | 1 | 1 | 5 | 145 | 218 | -73  |
| 23                        | Argentine    | 7 | 1 | 0 | 6 | 156 | 220 | -64  |
| 24                        | Tunisie      | 7 | 0 | 0 | 7 | 143 | 217 | -74  |

## Statistiques et récompenses

### Équipe-type
| Lunde Dembélé Broch Hagman Abbingh Zaadi Mørk Meilleure joueuse : Oftedal Meilleure gardienne : Lunde (42 %) Meilleure buteuse : Mørk (66 buts)               |
| Équipe-type du championnat du monde féminin 2017 |
| · Lunde · Dembélé · Broch · Hagman · Abbingh · Zaadi · Mørk Meilleure joueuse : Oftedal Meilleure gardienne : Lunde (42 %) Meilleure buteuse : Mørk (66 buts) |

L'équipe type du tournoi est composée des joueuses suivantes : 
- meilleure joueuse : Stine Bredal Oftedal  Norvège
- Meilleure gardienne de but : Katrine Lunde  Norvège
- Meilleure ailière gauche : Siraba Dembélé  France
- Meilleure arrière gauche : Lois Abbingh  Pays-Bas
- Meilleure demi-centre : Grâce Zaadi  France
- Meilleure pivot : Yvette Broch  Pays-Bas
- Meilleure arrière droite : Nora Mørk  Norvège
- Meilleure ailière droite : Nathalie Hagman,  Suède

### Statistiques collectives
- Meilleure attaque :  Serbie (31,3 buts par match)
- Moins bonne attaque :  Tunisie (20,4 buts par match)
- Meilleure défense :  Allemagne (19,3 buts par match)
- Moins bonne défense :  Argentine (31,4 buts par match)

### Statistiques individuelles
| Rang | Joueuse               | Équipe       | Buts | Tirs | %    | 7m    | MJ | Moy. |
| ---- | --------------------- | ------------ | ---- | ---- | ---- | ----- | -- | ---- |
| 1    | Nora Mørk             | Norvège      | 66   | 97   | 68 % | 25/31 | 9  | 7,3  |
| 2    | Lois Abbingh          | Pays-Bas     | 58   | 100  | 58 % | 20/26 | 9  | 6,4  |
| 3    | Iveta Luzumová        | Rép. tchèque | 47   | 73   | 64 % | 18/23 | 7  | 6,7  |
| 4    | Isabelle Gulldén      | Suède        | 46   | 74   | 62 % | 19/25 | 9  | 5,1  |
| 5    | Stine Bredal Oftedal  | Norvège      | 44   | 68   | 65 % | 8/11  | 9  | 4,9  |
| 5    | Karolina Kudłacz-Gloc | Pologne      | 44   | 70   | 63 % | 13/16 | 7  | 6,3  |
| 7    | Sabrina Fiore         | Paraguay     | 43   | 62   | 69 % | 10/16 | 7  | 6,1  |
| 7    | Ana Gros              | Slovénie     | 43   | 67   | 64 % | 13/15 | 6  | 7,2  |
| 7    | Markéta Jeřábková     | Rép. tchèque | 43   | 101  | 43 % | -     | 7  | 6,1  |
| 10   | Jovanka Radičević     | Monténégro   | 42   | 61   | 69 % | 7/12  | 7  | 6,0  |
| 10   | Cristina Neagu        | Roumanie     | 42   | 72   | 58 % | 11/13 | 6  | 7,0  |
| 10   | Katarina Bulatović    | Monténégro   | 42   | 85   | 49 % | 4/8   | 7  | 6,0  |

| Rang | Joueuse             | Équipe       | %      | Arrêts | Tirs | MJ | Moy. |
| ---- | ------------------- | ------------ | ------ | ------ | ---- | -- | ---- |
| 1    | Katrine Lunde       | Norvège      | 42,4 % | 92     | 217  | 9  | 10,2 |
| 2    | Katja Kramarczyk    | Allemagne    | 42,3 % | 30     | 71   | 6  | 5,0  |
| 3    | Yuliya Dumanska     | Roumanie     | 39,8 % | 39     | 98   | 6  | 6,5  |
| 4    | Cléopâtre Darleux   | France       | 38,7 % | 41     | 106  | 9  | 4,6  |
| 5    | Kinga Janurik       | Hongrie      | 38,6 % | 27     | 70   | 6  | 4,5  |
| 6    | Kari Aalvik Grimsbø | Norvège      | 38,4 % | 43     | 112  | 9  | 4,8  |
| 7    | Park Sae-young      | Corée du Sud | 38,1 % | 43     | 113  | 6  | 7,2  |
| 8    | Clara Woltering     | Allemagne    | 37,4 % | 43     | 115  | 6  | 7,2  |
| 9    | Sandra Toft         | Danemark     | 35,4 % | 68     | 192  | 7  | 9,7  |
| 10   | Victoria Kalinina   | Russie       | 35,2 % | 38     | 108  | 7  | 5,4  |

## Effectifs des équipes sur le podium

### Championne du monde:France
L'effectif de l'équipe de France, championne du monde, est :
- Camille Ayglon-Saurina
- Blandine Dancette
- Cléopâtre Darleux
- Siraba Dembélé
- Béatrice Edwige
- Laura Flippes
- Manon Houette
- Orlane Kanor
- Alexandra Lacrabère
- Laurisa Landre
- Amandine Leynaud
- Astride N'Gouan
- Kalidiatou Niakaté
- Gnonsiane Niombla
- Estelle Nze Minko
- Allison Pineau
- Grâce Zaadi

Entraîneur :  Olivier Krumbholz

### Vice-champion du monde:Norvège
L'effectif de l'équipe de Norvège, vice-championne du monde, est :
- Emilie Hegh Arntzen
- Kari Brattset
- Emilie Christensen
- Helene Gigstad Fauske
- Kari Aalvik Grimsbø
- Camilla Herrem
- Vilde Ingstad
- Marit Røsberg Jacobsen
- Veronica Kristiansen
- Amanda Kurtovic
- Heidi Løke
- Katrine Lunde
- Nora Mørk
- Stine Bredal Oftedal
- Stine Skogrand
- Sanna Solberg

Entraîneur :  Þórir Hergeirsson

### Troisième:Pays-Bas
L'effectif de l'équipe des Pays-Bas, médaille de bronze, est :
- Lois Abbingh
- Debbie Bont
- Yvette Broch
- Kelly Dulfer
- Nycke Groot
- Laura van der Heijden
- Jasmina Janković
- Lynn Knippenborg
- Jessy Kramer
- Angela Malestein
- Estavana Polman
- Charris Rozemalen
- Martine Smeets
- Danick Snelder
- Angela Steenbakkers
- Tess Wester
- Pearl van der Wissel

Entraîneur :  Helle Thomsen